# 崎浦村
崎浦村（さきうらむら）は、かつて石川県石川郡に存在した村。
村名の由来は、この地が古くから「山崎」と言われていたことと、この一帯が江戸時代は「金浦郷」または「石浦荘」に属していたことから、両者から「崎」と「浦」の2字を合わせたものである。

## 地理
- 現在の金沢市の中心部の南東部、犀川の中流域上部に位置する。
- 昭和20年ごろまで小立野1・2丁目、錦町、旭町の一部に旧日本陸軍の上野練兵場、上野射撃場があった。
- 用水：辰巳用水
- 河川：犀川、浅野川

## 歴史
- 1889年（明治22年）4月1日 - 町村制の施行により、石川郡上野新村、牛坂村、大桑郷、笠舞村、山崎領、土清水村、牛首村、三口新村[注 1][3]、涌波新村及び田井村の区域をもって、石川郡崎浦村が発足する[4]。この時に、山崎領は山崎地方に名称を変更する。
- 1891年（明治24年）11月21日 - 湯涌谷村の区域の内、字舘の区域を編入する。
- 1936年（昭和11年）4月1日 - 金沢市に編入する。この内大字上野新は上野本町[注 2]、牛坂は旭町、牛首は錦町、山崎地方は長谷川町[注 3]、大桑郷は大桑町、涌波新は涌波町に名称を変更する。舘の区域は舘町及び舘山町に分割する。残りの5大字は金沢市の町名に継承。

## 教育
- 金沢高等工業学校 - 現在の金沢大学工学部の前身
- 崎浦尋常高等小学校[4]

## 出身者
- 平沢嘉太郎（実業家）[5]
- 山出保（元金沢市長）

## 現在の町名
住居表示実施地域
- 三口新町、旭町、田井町、涌波、笠舞本町、花里町、西大桑町の全域と桜町、小立野、笠舞、鈴見台、天神町、城南、菊川、法島町、本多町の各一部。

住居表示未実施地域
- 上野本町、旭町、大桑町、笠舞町、土清水町、錦町、三口新町、涌波町、舘町、舘山町、大桑新町、つつじが丘、土清水、大桑の全域ともりの里、田上さくら、田上本町の各一部。